# Cacciatori di fantasmi
Cacciatori di fantasmi è un programma televisivo statunitense riguardante investigazioni sul paranormale, che ha debuttato il 17 ottobre 2008 su Travel Channel prima di essere trasmesso da Discovery+ nel 2021. Un film indipendente intitolato Ghost Adventures è stato originariamente trasmesso su Sci-Fi Channel il 25 luglio 2007. Il programma segue i cacciatori di fantasmi Zak Bagans, Nick Groff, Aaron Goodwin, Billy Tolley e Jay Wasley che indagano in luoghi segnalati per essere infestati. Lo show è introdotto e narrato da Zak Bagans.
In Italia è trasmesso su DMAX ed è ferma alla stagione 14, mentre in precedenza è andato in onda su canale satellitare AXN Sci-Fi, della piattaforma Sky.

## Premessa
Cacciatori di fantasmi è iniziato come un film indipendente intitolato Ghost Adventures e prodotto in stile documentaristico. Il film è stato girato nel 2004 e prodotto da 4Reel Productions nel 2006. SciFi Channel lo ha presentato in anteprima il 25 luglio 2007, ma in Italia non è mai stato trasmesso. Il film era incentrato sull'indagine del trio su presunte attività paranormali a Virginia City, Nevada e dintorni, incluso il Goldfield Hotel di Goldfield, Nevada. La crew è tornato lì durante la quarta, la quinta e la settima stagione della serie. La serie è prodotta dalla MY-Tupelo Entertainment (una fusione tra MY Entertainment e Tupelo Honey-Productions).

## Introduzione

### Stagione 1-7x2
Introduzione (Stagione 1-7x2):
Originale: My name is Zak Bagans. I never believed in ghosts until I came face-to-face with one. So I set out on a quest to capture what I once saw onto video. With no big camera crews following us around, I am joined only by my fellow investigators, Nick Groff and our equipment tech Aaron Goodwin. The three of us will travel to the some of most highly active paranormal locations, where we will spend an entire night, being locked down from dusk until dawn. Raw. Extreme. These are our Ghost Adventures.

### Stagione 7x3-8
Introduzione (St. 7x3-8):
Originale: My name is Zak Bagans, lead investigator of the Ghost Adventures Crew. I never believed in ghosts until I came face-to-face with one. So I set out on a quest to capture what I once saw onto video. With no big camera crews following us around, I am joined only by my fellow investigators, Nick Groff and Aaron Goodwin. The three of us will travel to some of the most highly active paranormal locations where we will spend an entire night locked down from dusk until dawn. Raw. Extreme. These are our Ghost Adventures.

### Stagione 9-presente
Introduzione (Stagione 9-presente):
Originale: There are things in this world that we will never fully understand (understand). We want answers (answers). We have worked years to build our credibility, our reputation. Working alongside the most renowned professionals in the field. Catching groundbreaking proof of the paranormal. This is our evidence, our Ghost Adventures.

## Metodi d'indagine
Zak Bagans, Nick Groff (stagioni 1–10), Aaron Goodwin, Billy Tolley e Jay Wasley indagano su luoghi descritti come infestati, sperando di raccogliere prove visive o uditive di attività paranormali. Ogni episodio inizia con il gruppo che visita il sito dell'indagine con i suoi proprietari o custodi. Queste introduzioni in genere includono le voci fuori campo di Bagans che racconta la storia del luogo ed interviste con persone che affermano di aver assistito a fenomeni paranormali nel luogo di indagine. Sulla base di queste interviste, il gruppo posiziona delle X con nastro adesivo nero o grigio nei luoghi di alcune presunte attività paranormali rilevanti ed installa telecamere statiche per la visione notturna per provare a filmare ciò che accade.
Dopo aver completato la procedura, i cacciatori di fantasmi discutono la loro strategia, quindi vengono bloccati nella posizione durante la notte, che credono impedirà la "contaminazione audio" e le ombre estranee. Usano una varietà di apparecchiature, tra cui termometri digitali, misuratori di campi elettromagnetici (EMF), videocamere digitali portatili, registratori audio, il dispositivo Ovilus, telecamere point of view e telecamere per la visione notturna a infrarossi nel tentativo di catturare prove di fantasmi. I membri a volte posizionano oggetti e urlano insulti verbali a cui credono che i fantasmi possano rispondere parlando o muovendosi.
Il video e l'audio raccolti durante ogni indagine vengono analizzati dopo l'indagine ed il tutto viene ridotto ad un'ora. Le prove più importanti trovate vengono quindi presentate nei momenti appropriati in cui sono accadute durante l'indagine ed ognuna viene spiegata.
Durante la serie, la troupe afferma di aver catturato e sperimentato vari fenomeni fortiani, che secondo loro includono malfunzionamenti simultanei dell'apparecchiatura come esaurimento della batteria, picchi di tensione, fluttuazioni nei campi elettromagnetici, sbalzi di temperatura (come punti freddi), rumori inspiegabili, fenomeni di voce elettronica (EVP) e apparizioni.
Il gruppo afferma anche di aver registrato possessioni spiritiche in video. Bagans crede di essere stato posseduto alla Preston School of Industry e all'isola di Poveglia in Italia. Groff afferma di essere stato sopraffatto da una "energia oscura" presso la Moon River Brewing Company. Goodwin afferma di essere stato "sotto l'influenza di uno spirito oscuro" al Bobby Mackey's Music World e alla Winchester Mystery House. Goodwin viene spesso lasciato solo nei presunti "punti caldi" durante i blocchi per vedere come reagiranno gli spiriti al fatto che Goodwin sia solo.

## Membri del team
- Zak Bagans (dal 2008)
- Aaron Goodwin (dal 2008)
- Billy Tolley (dal 2009)
- Jay Wasley (dal 2009)
- Nicolas La Fauci (dal 2018)
- Leonti Beshiri  (dal 2018)

### Ex membri del cast
- Nick Groff (2008–2014)

Le seguenti persone sono apparse come ospiti ricorrenti nello spettacolo come parte del team di Ghost Adventures:
- Bill Chappell (2010–2020)
- Mark e Debby Constantino (2008–2014; fino alla loro morte)[6]

### Ospiti famosi
Cacciatori di fantasmi ha coinvolto celebrità che hanno partecipato alle indagini o sono apparse come testimoni oculari:
- The Real Hollywood Ghost Hunters (Kane Hodder, R. A. Mihailoff e Rick McCallum): Episodio "Pico House"
- Brendan Schaub – Episodio "Peabody-Whitehead Mansion"
- Chad Lindberg – Episodio "Return to Linda Vista Hospital"
- Vince Neil – Episodio "The Riviera Hotel"
- Jamie Gold – Episodio "The Riviera Hotel"
- Loretta Lynn – Episodio "Loretta Lynn's Plantation House"
- Brit Morgan – Episodio "Glen Tavern Inn"
- Mimi Page – Episodio "Glen Tavern Inn"
- Post Malone – Episodio "The Slaughter House"
- Ciaran O'Keeffe – Episodio "Hellfire Caves"
- Dean Haglund – Episodio "Trans-Allegheny Lunatic Asylum"
- Loren Gray – Episodio "Joshua Tree Inn"
- Holly Madison – Episodio "Haunting in the Hills"

## Puntate
In Italia, le puntate del programma non sono state sempre trasmesse seguendo l'ordine cronologico originale ed inoltre, alcuni episodi, sono tutt'ora inediti, come ad esempio l'episodio "Villisca Axe Murders".
Dopo l'acquisizione del programma Ghost Adventures da parte di Discovery+, precedentemente di DMAX, Discovery+ ha distribuito una nuova stagione, denominata come la decima stagione. Tuttavia, esisteva già una decima stagione preesistente, trasmesso su DMAX. Di conseguenza, si sono verificate due stagioni con lo stesso numero, entrambe identificate come decima stagione.
Purtroppo non sempre l'ordine originale delle puntate, per motivi sconosciuti, viene mantenuto anche qui in Italia, creando anche confusione nella ricerca di puntate non ancora trasmesse.

## Panoramica della serie
| Stagione | Stagione | Puntate | Prima TV originale | Prima TV originale | Rete statunitense              | Rete italiana     |
| Stagione | Stagione | Puntate | Inizio             | Fine               | Rete statunitense              | Rete italiana     |
| -------- | -------- | ------- | ------------------ | ------------------ | ------------------------------ | ----------------- |
|          | 1        | 8       | 17 ottobre 2008    | 5 dicembre 2008    | Travel Channel                 | AXN Sci-Fi / DMAX |
|          | 2        | 8       | 5 giugno 2009      | 24 luglio 2009     | Travel Channel                 | AXN Sci-Fi / DMAX |
|          | 3        | 10      | 6 novembre 2009    | 8 gennaio 2010     | Travel Channel                 | AXN Sci-Fi / DMAX |
|          | 4        | 27      | 17 settembre 2010  | 10 giugno 2011     | Travel Channel                 | AXN Sci-Fi / DMAX |
|          | 5        | 10      | 23 settembre 2011  | 16 dicembre 2011   | Travel Channel                 | AXN Sci-Fi / DMAX |
|          | 6        | 7+2 SP  | 9 marzo 2012       | 20 luglio 2012     | Travel Channel                 | AXN Sci-Fi / DMAX |
|          | 7        | 18      | 14 settembre 2012  | 19 aprile 2013     | Travel Channel                 | AXN Sci-Fi / DMAX |
|          | 8        | 11      | 16 agosto 2013     | 15 novembre 2013   | Travel Channel                 | AXN Sci-Fi / DMAX |
|          | 9        | 13      | 15 febbraio 2014   | 12 luglio 2014     | Travel Channel                 | AXN Sci-Fi / DMAX |
|          | 10       | 11      | 4 ottobre 2014     | 7 marzo 2015       | Travel Channel                 | AXN Sci-Fi / DMAX |
|          | 11       | 11      | 22 agosto 2015     | 7 novembre 2015    | Travel Channel                 | DMAX              |
|          | 12       | 13      | 30 gennaio 2016    | 6 agosto 2016      | Travel Channel                 | DMAX              |
|          | 13       | 13      | 24 settembre 2016  | 14 gennaio 2017    | Travel Channel                 | DMAX              |
|          | 14       | 11      | 25 marzo 2017      | 15 luglio 2017     | Travel Channel                 | DMAX              |
|          | 15       | 11      | 23 settembre 2017  | 13 gennaio 2018    | Travel Channel                 | DMAX              |
|          | 16       | 9       | 24 marzo 2018      | 14 luglio 2018     | Travel Channel                 | Discovery+        |
|          | 17       | 6       | 3 novembre 2018    | 8 dicembre 2018    | Travel Channel                 | Discovery+        |
|          | 18       | 13      | 23 febbraio 2019   | 20 luglio 2019     | Travel Channel                 | Discovery+        |
|          | 19       | 15      | 2 novembre 2019    | 14 maggio 2020     | Travel Channel                 | Discovery+        |
|          | 20       | 11      | 5 novembre 2020    | 30 aprile 2021     | Travel Channel / Discovery+    | Discovery+        |
|          | 21       | 6       | 22 luglio 2021     | 26 agosto 2021     | Discovery+                     | Discovery+        |
|          | 22       | 8       | 10 marzo 2022      | 28 aprile 2022     | Discovery+                     | Discovery+        |
|          | 23       | 10      | 15 settembre 2022  | 24 novembre 2022   | Discovery+                     | Discovery+        |
|          | 24       | 11      | 7 giugno 2023      | 23 agosto 2023     | Discovery Channel / Discovery+ | Discovery+        |
|          | 25       | 5       | 4 ottobre 2023     | 8 novembre 2023    | Discovery Channel / Discovery+ | Discovery+        |
|          | 26       | TBA     | 22 maggio 2024     | TBA                | Discovery Channel / Discovery+ | Discovery+        |
|          | Speciali | 55      | 25 luglio 2007     | In corso           | Discovery+                     | Discovery+        |

## Accoglienza

### Controversie
Nello speciale di Halloween intitolato Ghost Adventures Live, che è stato trasmesso dal Trans-Allegheny Lunatic Asylum il 30 ottobre 2009, sono sorte polemiche quando Robert Bess, inventore della Camera di Contenimento Parabot (che si dice attiri e potenzi gli spiriti usando l'energia, dando loro forma), sostenne che gli era stato violentemente strappato dalle mani un misuratore di campi elettromagnetici. Tuttavia, dopo un'indagine sul video, si è scoperto che lo aveva effettivamente lanciato. Nel follow-up del 6 novembre 2009, Ghost Adventures Live: Post Mortem, i conduttori Bagans e Groff hanno esaminato il video e hanno concluso che non potevano rivendicare alcuna spiegazione paranormale per l'incidente.

## Distribuzione

### Internazionale
Ghost Adventures è attualmente in onda o in streaming nei seguenti paesi e canali:
- Australia su TLC, Foxtel Go[8]
- Canada su DTour, Discovery+
- Regno Unito su Discovery+ (2020-presente)
- Italia su AXN Sci-Fi (st. 1-10), DMAX e Discovery+ (st. 11-presente)
- Polonia su FOKUS TV
- Francia su Planète+ A&E, CStar
- Spagna su DMAX
- Germania su A&E
- Paesi Bassi su Spike
- Belgio su Spike
- Rep. Ceca su Prima ZOOM
- Stati Uniti su Travel Channel e Max (2023-presente)
- India su Discovery+
- Filippine su Travel Channel – Sky Cable e Cignal PH
- Sudafrica su Travel Channel – DStv
- Thailandia su TrueVisions
- Nuova Zelanda su TLC
- Norvegia su Max da Discovery+

## Produzioni correlate

### Spin-offs

#### Ghost Adventures: Aftershocks
Ghost Adventures: Aftershocks è una serie che ha debuttato sabato 26 aprile 2014 su Travel Channel.
Vennero annunciati 13 episodi per la prima stagione e la seconda stagione.
La miniserie, della durata di tre stagioni, presenta Zak Bagans che intervista gli ex intervistati di Cacciatori di fantasmi per scoprire come sono cambiate le loro vite dopo le "serrate"/inchieste del GAC del passato.
Vengono anche rivelate nuove prove audio e/o video che non erano state mostrate negli episodi precedenti di Ghost Adventures.

#### Ghost Adventures: Where Are They Now?
Ghost Adventures: Where Are They Now? ha debuttato venerdì 30 agosto 2019 su Travel Channel.
La serie è andata in onda come miniserie di 5 episodi da meno di 10 minuti ciascuno, in cui Zak rivisita alcune delle indagini paranormali più agghiaccianti di Ghost Adventures.
Zak si mette in contatto con le persone reali protagoniste degli episodi più amati dai fan per scoprire cosa è successo dopo che l'equipaggio se n'è andato.

#### Ghost Adventures: Serial Killer Spirits
Ghost Adventures: Serial Killer Spirits ha debuttato sabato 5 ottobre 2019 su Travel Channel.
La serie è andata in onda come miniserie in 4 parti con Zak e la troupe che visitano luoghi in tutti gli Stati Uniti che pullulano delle energie oscure dei serial killer.

#### Ghost Adventures: Screaming Room!
Ghost Adventures: Screaming Room! ha debuttato il 2 gennaio 2020 su Travel Channel. Sono stati annunciati 13 episodi per la prima e la seconda stagione, con Zak, Aaron, Jay e Billy che si aprono agli spettatori nella loro sala di proiezione (alias "stanza delle urla") per guardare i loro episodi preferiti.

#### Ghost Adventures: Quarantine
Ghost Adventures: Quarantine ha debuttato l'11 giugno 2020. La serie è andata in onda come una miniserie in quattro parti con Zak e l'equipaggio rinchiusi nel suo Haunted Museum per 10 giorni durante la pandemia di Coronavirus del 2020. Le riprese del primo episodio di questa miniserie sono iniziate durante l'inizio del lockdown dello stato del Nevada il 30 marzo. Era intitolato "Perimeter of Fear" dove il team di Ghost Adventures ha indagato sulla stanza del furgone di Jack Kevorkian dove le donne sono svenute, la stanza di Natalie Wood e un display di bambole stregate.

#### Ghost Adventures: Top 10
Ghost Adventures: Top 10 ha debuttato sabato 2 gennaio 2021 su Discovery+. La serie è andata in onda come una miniserie di 8 episodi. Zak Bagans fa il conto alla rovescia dei momenti preferiti dai fan di Cacciatori di fantasmi. Zak fa rivedere le clip più divertenti, spaventose e folli degli episodi passati e presenta alcune delle migliori prove paranormali della troupe.

#### Ghost Adventures: House Calls
Ghost Adventures: House Calls ha debuttato giovedì 19 maggio 2022 su Discovery+. La serie è andata in onda come una miniserie in 8 parti. Zak Bagans indaga sulle case infestate di persone comuni che vivono nel terrore senza avere nessuno a cui rivolgersi; Zak e il suo gruppo entrano in ogni residenza armati di apparecchiature ad alta tecnologia per documentare l'attività paranormale.

### Altri

#### Paranormal Challenge
Paranormal Challenge è un reality show paranormale competitivo che ha debuttato il 17 giugno 2011, su Travel Channel, per la durata di una stagione. Lo show è condotto da Zak Bagans, che sfida i cacciatori di fantasmi di tutti gli Stati Uniti a sfidarsi testa a testa in una competizione settimanale per raccogliere prove paranormali trascorrendo una notte in luoghi presumibilmente infestati negli Stati Uniti.

#### Deadly Possessions
Deadly Possessions (conosciuto anche come Ghost Adventures: Artifacts) è una serie debuttata il 2 aprile 2016 su Travel Channel. La serie è andata in onda per una stagione e presenta Zak Bagans mentre raccoglie manufatti per il suo nuovo museo a Las Vegas, Nevada. Lo show rivela la storia oscura degli oggetti, nonché le affermazioni paranormali associate.

#### Demon House
Demon House ha debuttato venerdì 16 marzo 2018, con Lost Footage del film in uscita il 1 gennaio 2019 e una versione non tagliata in onda poco dopo, il 16 febbraio 2019, su Travel Channel.
Dopo aver acquistato al telefono una casa infestata nell'Indiana, l'investigatore del paranormale Zak Bagans e il suo equipaggio non sono preparati per le forze demoniache che li attendono nel luogo denominato "Portal to Hell" (Portale per l'Inferno).

#### The Haunted Museum
The Haunted Museum ha debuttato sabato 2 ottobre 2021 su Discovery+.
Per la prima stagione sono stati annunciati 9 episodi.
L'investigatore del paranormale e conduttore di Ghost Adventures Zak Bagans unisce le forze con il regista Eli Roth, il moderno maestro dell'horror, per presentare una terrificante antologia cinematografica ispirata ai pezzi trovati nella collezione personale di artefatti infestati da Zak.

## Attrezzatura
Un elenco delle attrezzature utilizzate dalla squadra di Ghost Adventures.

### Black Light
Una luce nera emette onde ultraviolette a lunghezza d'onda lunga (UV-A) e poca luce visibile.
La lampada ha un materiale filtro viola, sia sulla lampadina che in un filtro di vetro separato nell'alloggiamento della lampada, che blocca gran parte della luce visibile e permette il passaggio dei raggi UV.

### DAS-RT-EVP
Il DAS-RT-EVP è un registratore EVP digitale in tempo reale con riproduzione simultanea e capacità di spirit box.

### Digital recorder
Un registratore digitale è un dispositivo utilizzato dagli investigatori paranormali per catturare EVP (Fenomeni vocali elettronici). Vengono utilizzati in ogni episodio.
Note:
- Vengono utilizzati diversi modelli, tra cui Olympus VN-3100PC e Sony.
- Cattura voci di spiriti che parlano nel rumore bianco.
- Un registratore digitale è molto migliore di un registratore a nastro perché puoi cancellare la sessione di registrazione anziché sostituire la cassetta.

### E-Field Pods
I pod E-Field rilevano il campo elettrico che circonda una carica statica.

### EMF Detector
Un rilevatore di campi elettromagnetici o fluttuazioni (EMF) può misurare campi elettromagnetici AC, che sono solitamente emessi da fonti artificiali come il cablaggio elettrico.

### EM Pump
Diverse teorie suggeriscono che certe energie possano fornire "carburante" agli spiriti per comunicare o manifestarsi. Le pompe EM sono un modo più sicuro per fornire l'energia di cui hanno bisogno. Creano un campo magnetico a basso livello a impulsi e frequenze variabili.

### EM Vortex
L'EM Vortex crea un campo EM oscillante da 0,2 Hz a 250 Hz, agendo come un faro EMF per gli spiriti.

### Full Spectrum DVR
Il DVR a spettro completo consente di registrare in un ambiente naturale senza contaminazione della luce IR. Le telecamere a spettro completo vere possono vedere nello spettro UV, nello spettro della luce visibile e nell'infrarosso.

### Gold Beryllium Microphone
Il microfono in berillio d'oro ha magneti posizionati tutto intorno e cristalli di berillio all'interno, al fine di creare un campo magnetico che faciliti la comunicazione delle entità.

### Telecamera infrarossi
Le telecamere infrarossi scattano immagini fisse digitali utilizzando la luce infrarossa.

### Torcia infrarossi
Le torce infrarossi possono emettere luce infrarossa stazionaria per oltre 200 ore.

### Termocamera
Le termocamere hanno registrazione video in tempo reale con calibrazione della temperatura e presentazione dettagliata.

### Instrumental Trans-Communication
Durante l'episodio "Old Idaho Penitentiary", una videocamera statica ha catturato una silhouette umanoide scura su uno schermo TV attraverso la Comunicazione Strumentale Transdimensionale (ITC).

### Kinect
L'inventore di tecnologia paranormale Bill Chappell ha dotato la telecamera di tracciamento del movimento 3D di Kinect di un software personalizzato progettato appositamente per individuare e leggere forme umane.

### MEL Meter
Il MEL Meter monitora le perturbazioni elettromagnetiche AC/DC e la temperatura utilizzando un sensore termocoppia di precisione. Lo strumento utilizza un'antenna telescopica miniatura che irradia un campo EM indipendente. Quando il campo viene interrotto da materiali conduttivi, un allarme acustico con LED corrispondenti avvisa l'utente.
Nota: Questo dispositivo è stato chiamato così in memoria della figlia defunta di Gary Galka, Melissa.

### Mini-DVR
Il Mini DVR rileva l'energia PIR (infrarosso passivo) e le fluttuazioni del movimento. Questo dispositivo ha un allarme acustico (se abilitato), registra audio, video e scatta foto quando rileva qualcosa. Perfetto per monitorare corridoi, scale, stanze durante un'indagine. Tutte le prove sono datate e con orario.

### Rilevatori di movimento
I rilevatori di movimento rilevano oggetti in movimento, in particolare persone, e spesso sono integrati come componente di un sistema che esegue automaticamente un'attività o avvisa un utente del movimento in un'area.

### Telecamera a visione notturna
Una telecamera a infrarossi per visione notturna è un dispositivo di registrazione video/audio che utilizza la visione notturna per vedere in aree poco illuminate.
Contrariamente alla credenza popolare, è impossibile utilizzare efficacemente la visione notturna se non c'è una fonte di luce e questi dispositivi emettono tipicamente la propria luce.
La visione notturna amplifica qualsiasi fonte di luce che viene catturata dall'obiettivo della telecamera e può rendere visibile anche una piccola fiammella. Tuttavia, l'uso è efficace solo quando visto attraverso lo schermo.
Chiunque si trovi vicino a un utilizzatore di visione notturna non può vedere la stessa quantità di luce che l'utente della visione notturna vede.
Le telecamere per la visione notturna sono comunemente utilizzate nelle indagini paranormali per amplificare qualsiasi tipo di luce o anomalie di orbite catturate su pellicola.
Possono essere posizionate in posizioni fisse o trasportate insieme a un investigatore mediante una maniglia sotto mano o sopra la spalla. Si raccomanda vivamente di non trasportare mai le telecamere sotto mano, poiché qualsiasi prova catturata potrebbe essere discutibile a causa della difficoltà di posizionamento dell'operatore della telecamera.

### Ovilus
L'Ovilus cattura energia o onde elettromagnetiche e le converte in fonemi o parole.

### Dispositivo PX
Il dispositivo PX è un ibrido tra l'Ovilus e il Puck. Questo dispositivo è utilizzato come strumento per la comunicazione verbale poiché ha un dizionario incorporato. La teoria è che gli spiriti possano comunicare con questo dispositivo cambiando l'ambiente, il che a sua volta potrebbe produrre le parole corrette all'interno del dizionario incorporato nel dispositivo PX.

### Paranormal Pod
I Paranormal Pods 4-in-1 rilevano vibrazioni energetiche sottili, attività sismiche e il campo elettrico che circonda una carica statica.

### Spirit Box
La Spirit Box è un dispositivo regolabile a scansione di frequenza progettato da Gary Galka con "rumore bianco" distribuito tra passaggi di frequenza. Il Modello P-SB7 è la prima Spirit Box di produzione progettata esclusivamente per gli appassionati di fenomeni paranormali. Il P-SB7 ha fatto la sua prima apparizione nello spettacolo Ghost Adventures Live dal "Trans-Allegheny Lunatic Asylum" il 30 ottobre 2009. Da allora, è diventato molto popolare e può essere visto frequentemente in Ghost Adventures, dove Zak continua a ricevere risposte coerenti e pertinenti a domande specifiche.

### Registratore a nastro
Un registratore a nastro è un dispositivo utilizzato per catturare EVP. Tuttavia, con gli sviluppi recenti della tecnologia, molti investigatori paranormali utilizzano registrazioni digitali al posto di queste.
Nota: Ghost Adventures: The Beginning è l'unico caso in cui il Team di Ghost Adventures utilizza un registratore a nastro.

### Termometri
Un termometro a infrarossi è un sensore che misura la temperatura di un oggetto senza toccarlo fisicamente. I termometri a infrarossi senza contatto utilizzano la tecnologia infrarossa per misurare rapidamente e comodamente la temperatura della superficie.

### Video Ovilus
L'Ovilus video o "occhiali per video" sono un dispositivo ITC (Comunicazione Strumentale Transdimensionale) utilizzato per la comunicazione verbale con un dizionario incorporato. Le parole vengono visualizzate sugli occhiali.

### SLS camera
La SLS camera, uno strumento classico di Ghost Adventures, è un sistema di telecamera a sensore di luce strutturata. Consente al team di catturare prove video per rilevare forme di spirito durante le indagini paranormali che non possono essere viste a occhio nudo. Queste forme vengono quindi rappresentate come figure stilizzate che spesso ballano o sembrano stare in cima alla testa delle persone.
La SLS camera funziona al buio assoluto (oltre che alla luce piena) ed è completamente portatile.
Secondo Kinect, uno (e apparentemente l'unico) produttore in circolazione, la telecamera funziona tramite un proiettore di luce infrarossa con un sensore CMOS monocromatico che mostra tutto come punti disposti in formazione 3D. Questi punti infrarossi consentono alla telecamera di mostrare profondità e dettagli. Il software "vede" le persone riconoscendo le articolazioni e i movimenti. L'infrarosso rileverà entità paranormali che il programma riconosce come una forma umana in base alle parti del corpo e alle articolazioni. Il video può essere registrato direttamente sulla telecamera o su una scheda SD fino a 64 GB.

#### Utilizzo in Ghost Adventures
L'SLS camera è apparsa per la prima volta nell'episodio "Saint James Hotel". Da allora, il Team l'ha utilizzata regolarmente per ottenere prove dirette ed estreme.
Gli episodi chiave la presentano in azione divertente includono:
- Hell Hole Prison: Alla fine dell'indagine alla Hell Hole Prison, la band della prigione viene catturata mentre dà uno spettacolo, e il ballerino principale si inchina persino all'applauso del Team.
- Palomino Club: Le figure stilizzate mettono in scena uno spettacolo e ballano letteralmente su comando.
- Goodwin Home Invasion: Le figure stilizzate ballano intorno alla cucina di Aaron, poi scompaiono. In un altro punto, una figura è a quattro zampe, come un animale.

#### Curiosità
Un nuovo dispositivo, noto come "XLS Camera", fa il suo debutto a Wickenburg. Si comporta in modo identico alla SLS camera, ma mappa in una posizione 3D per mappare qualsiasi cosa in uno spazio aperto.

## Home media
Il documentario su cui si basa la serie è stato pubblicato in DVD da Echo Bridge Home Entertainment il 5 ottobre 2010. La stagione 1 è stata pubblicata in DVD il 18 agosto 2009, la stagione 2 in DVD il 14 settembre 2010, la stagione 3 il 6 settembre 2011, la stagione 4 il 4 settembre 2012, la stagione 5 il 24 febbraio 2014, la stagione 6 il 16 aprile 2015, la stagione 7 il 7 luglio 2015 e la stagione 8 il 22 dicembre 2015.
Molti episodi sono disponibili in streaming su Discovery+. Tuttavia, per rispetto a loro e alle loro famiglie, mancano gli episodi chiave che hanno come protagonisti Mark e Debby Constantino come investigatori ospiti, come "Old Washoe Club and Chollar Mine", "Goldfield", "Mustang Ranch", "Winchester Mystery House", solo per citarne alcuni. Altri episodi attualmente mancanti sono il film documentario originale, qualsiasi versione dell'episodio dal vivo del manicomio Trans Allegheny e l'episodio "La Palazza, per non parlare dell'episodio Villisca Axe Murder il quale è molto difficile trovarlo anche in streaming, nella versione originale".

## Riconoscimenti
Il film documentario del 2004 Ghost Adventures ha ricevuto diversi premi, tra cui nel 2006 il Grand Jury Prize per il miglior documentario al New York International Independent Film and Video Festival (NYIIFVF).
Nel 2009 la serie ha vinto tre International Paranormal Acknowledgement (IPA) Awards.
Nel 2010 il programma ha vinto due Spooktalkular Parawards.
Nel 2020 la serie ha avuto la medaglia d'oro per il Paranormal Entertainment Award come "La migliore serie di caccia ai fantasmi in TV" 